# Avatar (informatika)
Avatar je „objekt“ koji predstavlja utjelovljenje korisnika ili tzv. alter ego korisnika u dvodimenzionalnom i trodimenzionalnom svijetu. Koristi se računalnim igrama, na internet forumima i drugim mjestima.

## Neal Stephenson
Korištenje avatara u značenju virtualnih tijela na internetu je pokrenuo Neal Stephenson u njegovoj cyberpunk noveli Snow Crash (1992.). U Snow Crashu, pojam avatar se koristi za opis virtualne simulacije ljudskog bića u Metaversu, virtualnoj stvarnosti na internetu. Socijalni status u Metaversu se često temeljio na kvaliteti avatara, ako je manifestacija detaljnija, znači da je korisnik iskusni haker ili programer, dok su ostali korisnici imali jednostavnije modele.

## Računalne igre
U smislu računalne manifestacije korisnika, pojam avatar se pojavio 1985. kad je korišten kao ime glavnog lika u seriji igara „Ultima“. Igre Ultima su pokrenute 1981. ali Avatar je predstavljen tek u četvrtom nastavku igre (Ultima IV). U igri se pretpostavlja da je korisnik Avatar, kojemu je bilo moguće prilagoditi izgled po želji korisnika. Kasnije se pojam „Avatar“ počeo koristiti i u drugim igrama, kao što su „Shadowrun“ (1989.) i „Habitat“ (1987.) itd.

## Internet forumi i blogovi
Zbog široke upotrebe avatara, nije poznato koji forumi su ih prvi počeli koristiti. U najranijim forumima nisu bili uključeni kao dodijeljene funkcije, već kao individualni „hakovi“, prije nego što su postali standard. Avatari se na internet forumima koriste u svrhu predstavljanja korisnika i njihovih postupaka kako bi se prepoznao njihov doprinos forumu, a mogu i predstavljati određenu osobnost, vjeru, ambicije ili socijalni status na forumu.
Tradicionalni sistem koji se koristi na većini foruma je mali okrugli prostor (npr. 80x80 do 100x100 piksela) blizu korisnikovog komentara, kako bi drugi korisnici lakše mogli prepoznati autora bez da pročitaju korisničko ime. Avatar se može izabrati na unaprijed postavljenoj listi. Neki forumi omugućuju korištenje slike koja je kopirana s neke druge strane ili koju je dizajnirao sam korisnik.
Neki avatari su animirani, tj. sastavljeni od niza slika koje se stalno ponavljaju i na taj način stvaraju efekte, geste i druge određene pokrete.

## Umjetna inteligencija
Avatare koriste i razne organizacije kao način interakcije s potrošačima. Takvi avatari se često nazivaju „botovi“. Jedan od najpoznatijih je Ikeova Anna, koja je dizajnirana da vodi potrošače kroz Ikeinu web stranicu.